# Javier Vilanova Pellisa
Javier Vilanova Pellisa (ur. 23 września 1973 w La Fatarella) – hiszpański duchowny katolicki, biskup pomocniczy Barcelony od 2020.

## Życiorys

### Prezbiterat
Święcenia kapłańskie otrzymał 22 listopada 1998 i został inkardynowany do diecezji Tortosa. Pracował głównie jako duszpasterz parafialny i rektor kościołów, był też m.in. delegatem biskupim ds. katechezy i duszpasterstwa powołań, rektorem seminarium w Tortosie, a także ojcem duchownym i rektorem Międzydiecezjalnego Seminarium Duchownego Katalonii.

### Episkopat
6 października 2020 papież Franciszek mianował go biskupem pomocniczym archidiecezji barcelońskiej, ze stolicą tytularną Empúries. Sakry biskupiej udzielił mu 20 grudnia 2020 kardynał Juan José Omella Omella - arcybiskup Barcelony.